# Vladiča
Vladiča (in ungherese Vladicsa) è un comune della Slovacchia facente parte del distretto di Stropkov, nella regione di Prešov.